# شهرستان ویلسون (کارولینای شمالی)
شهرستان ویلسون، کارولینای شمالی (به انگلیسی: Wilson County, North Carolina) یک سکونتگاه مسکونی در ایالات متحده آمریکا است که در کارولینای شمالی واقع شده‌است.

## خصوصیات
شهرستان ویلسون ۹۶۸٫۶۶ کیلومترمربع مساحت دارد.